# Vinslövs församling
Vinslövs församling är en församling i Göinge kontrakt i Lunds stift. Församlingen ligger i Hässleholms kommun i Skåne län och utgör ett eget pastorat.

## Administrativ historik
Församlingen har medeltida ursprung.
Församlingen var till 2006 moderförsamling i pastoratet Vinslöv och Nävlinge som från 1962 även omfattade Gumlösa församling och Sörby församling.. 2006 införlivades församlingarna Gumlösa, Nävlinge och Sörby och församlingen utgör sedan dess ett eget pastorat.
Före 1974 var församlingen delad av kommungräns och därför hade den två församlingskoder, 113203 för delen i Vinslövs (lands)kommun och 116400 (från 1967 116401) för delen i Vinslövs köping/centralkommun.

## Kyrkor

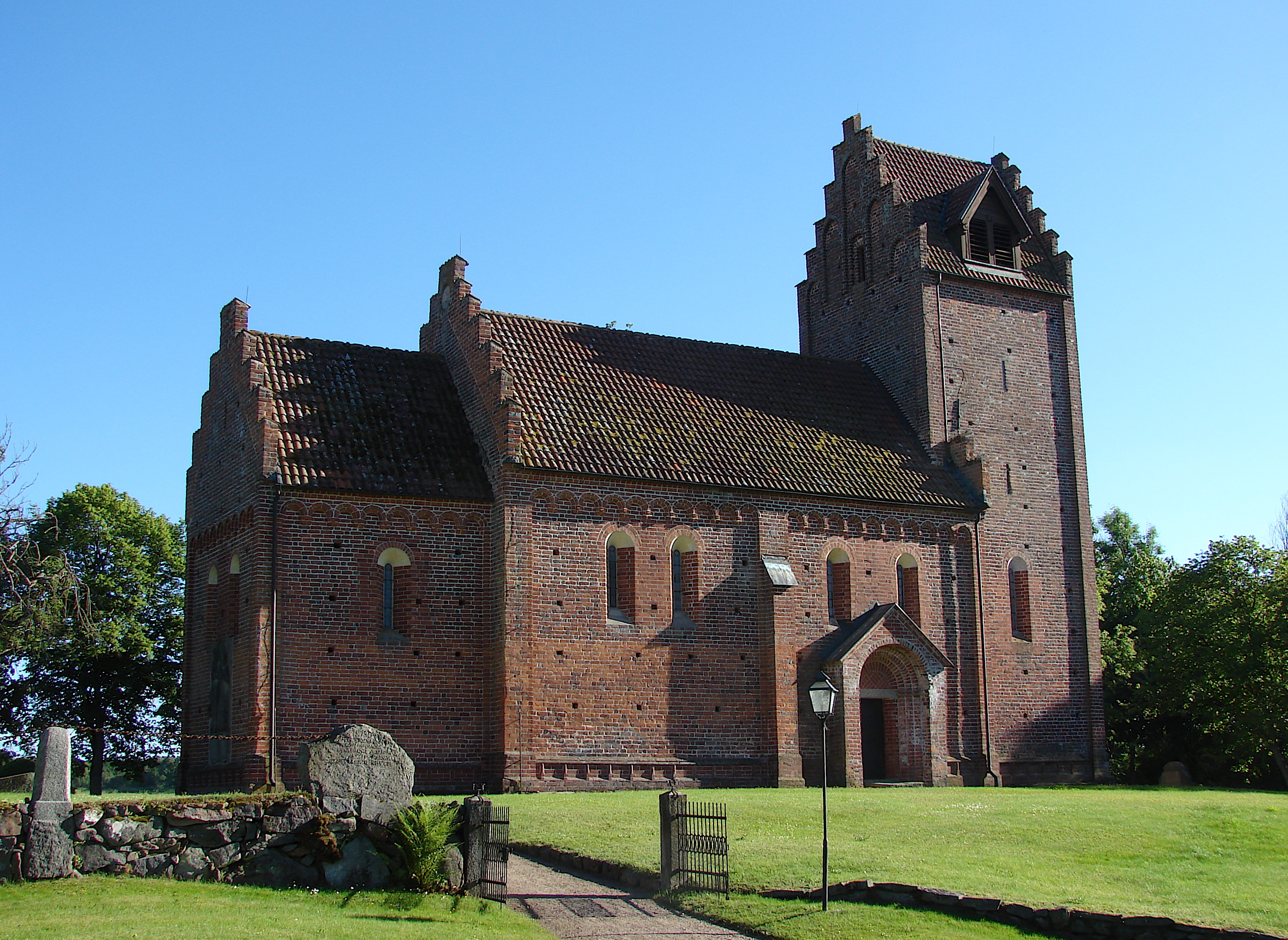
Gumlösa kyrka
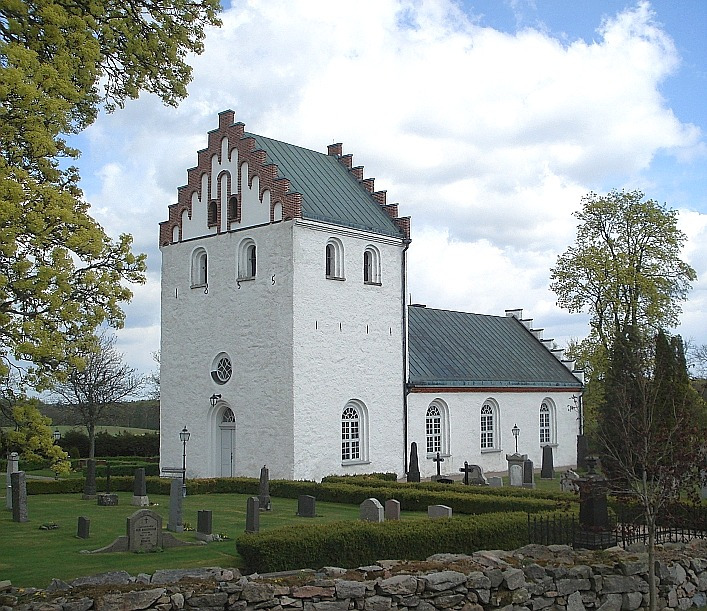
Nävlinge kyrka
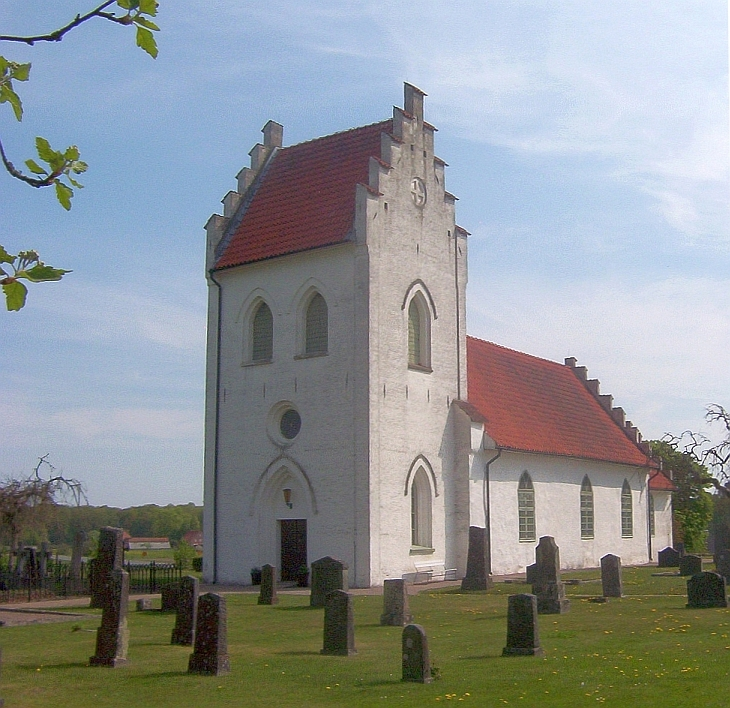
Sörby kyrka
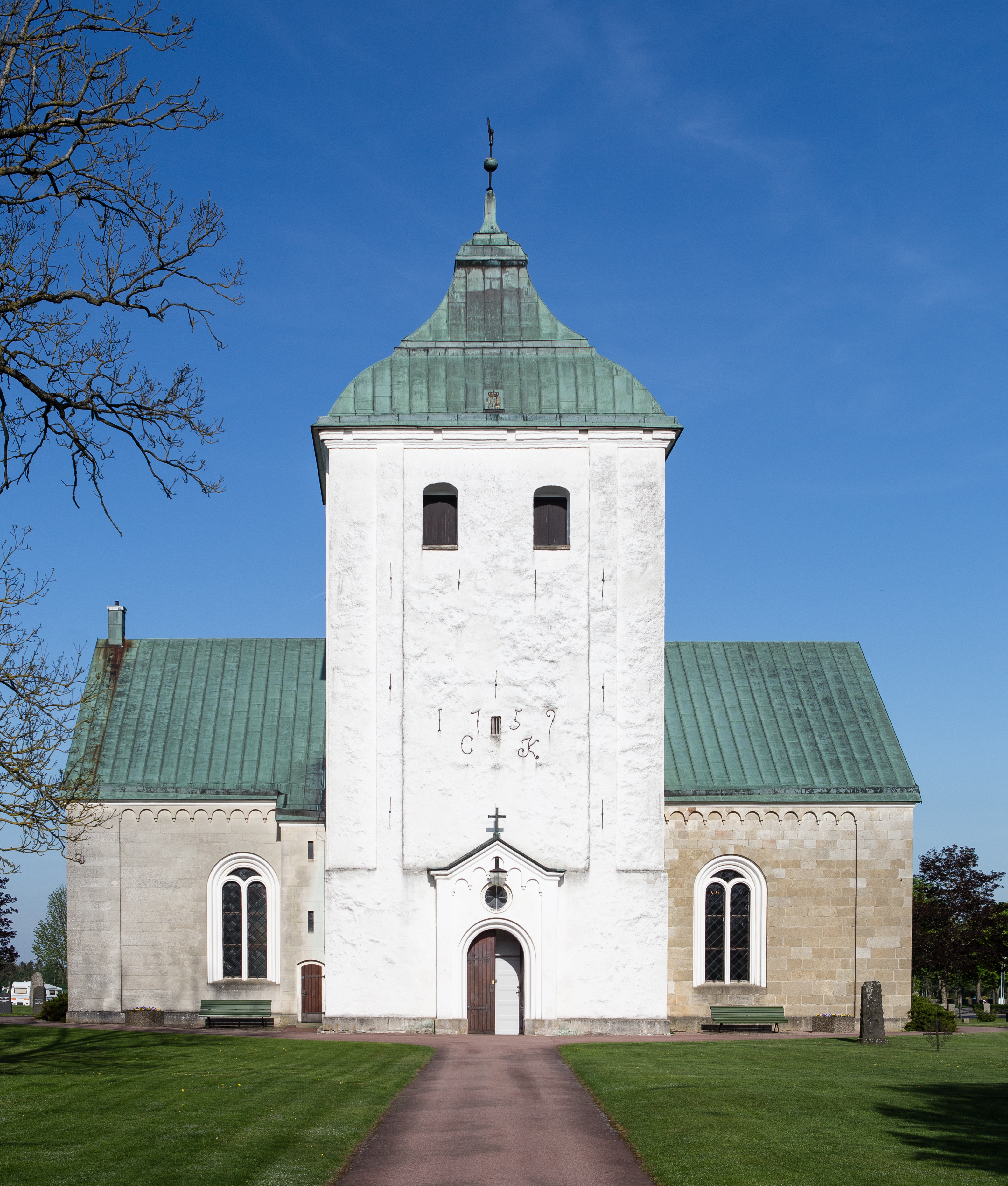
Vinslövs kyrka